# Kyrkdjävulen
Kyrkdjävulen är en ungdomsroman av Mikael Niemi, utgiven 1994. Den handlar om pojken Matti som bor i Pajala och hans äventyr tillsammans med kompisarna Malin och Simon. De får kämpa mot onda hinder som hindrar deras väg fram mot slutet av boken.
Blodsugarna är en fristående uppföljare till Kyrkdjävulen.